# جون لوف جونز
جون لوف جونز (بالإنجليزية: John Love Jones)‏ هو لاعب كرة قدم بريطاني (وحمل سابقاً جنسية المملكة المتحدة لبريطانيا العظمى وأيرلندا) في مركز الهجوم، ولد في 1885 في المملكة المتحدة، وتوفي في 21 ديسمبر 1913. شارك مع منتخب ويلز لكرة القدم. أما مع النوادي، فقد لعب مع ستوك سيتي ونادي بورتسموث ونادي ريل ونادي كرو ألكساندرا ونادي ميدلزبره.